# Erik Larsson (Tauzieher)
Erik Victor Larsson (* 14. Mai 1888 in Axberg; † 23. August 1934 in Stockholm) war ein schwedischer Tauzieher.

## Erfolge
Erik Larsson war ein Polizist der Stockholmer Polizei Stockholmspolisens. Bei den Olympischen Spielen 1912 in Stockholm gehörte er zur schwedischen Mannschaft im Tauziehen. Bei dem Wettbewerb traten lediglich zwei Mannschaften an, nachdem sich von den ursprünglich fünf gemeldeten Mannschaften Österreich, Böhmen und Luxemburg vor dem Turnierbeginn zurückgezogen hatten. Die acht Schweden traten für die Stockholmspolisens an, aus der direkt im Anschluss der Spiele heraus der Stockholmspolisens IF gegründet wurde. Die britische Mannschaft bestand aus acht Vertretern der City of London Police. Mit 2:0 setzten sich die Schweden gegen die Briten durch, womit Larsson gemeinsam mit Arvid Andersson, Adolf Bergman, Johan Edman, Erik Algot Fredriksson, August Gustafsson, Carl Jonsson und Herbert Lindström als Olympiasieger die Goldmedaille erhielt. Ein Jahr später war Larsson auch Teil der schwedischen Tauziehmannschaft, die den Titel bei der Weltmeisterschaft gewann.